# Neotrops labarquei
Espèce
Neotrops labarquei est une espèce d'araignées aranéomorphes de la famille des Oonopidae.

## Distribution
Cette espèce est endémique du département de Rivera en Uruguay,. Elle se rencontre à 344 m d'altitude.

## Description
Le mâle holotype mesure 2,22 mm et la femelle paratype 2,77 mm.

## Étymologie
Cette espèce est nommée en l'honneur de Facundo M. Labarque.

## Publication originale
- Grismado & Ramírez, 2013 : The New World goblin spiders of the new genus Neotrops (Araneae: Oonopidae), Part 1. Bulletin of the American Museum of Natural History, no 383, p. 1-150 (texte intégrale).